# 彼得庫夫省 (俄羅斯帝國)
彼得庫夫省（俄语：Петроковская  губерния）是波蘭會議王國的一個省，位於王國的西南部，相當於今日波蘭的中部。面積10,763.4平方俄里，1897年人口1,403,901人。首府彼得庫夫。
1844年設省，1867年自華沙省和拉多姆省分出。下轄八縣。